# Naraini
Naraini là một thị xã và là một nagar panchayat của quận Banda thuộc bang Uttar Pradesh, Ấn Độ.

## Nhân khẩu
Theo điều tra dân số năm 2001 của Ấn Độ, Naraini có dân số 13.124 người. Phái nam chiếm 54% tổng số dân và phái nữ chiếm 46%. Naraini có tỷ lệ 57% biết đọc biết viết, thấp hơn tỷ lệ trung bình toàn quốc là 59,5%: tỷ lệ cho phái nam là 66%, và tỷ lệ cho phái nữ là 45%. Tại Naraini, 18% dân số nhỏ hơn 6 tuổi.